# Blossenau
Blossenau ist ein Gemeindeteil der Gemeinde Tagmersheim im Landkreis Donau-Ries (Regierungsbezirk Schwaben, Bayern).

## Geschichte

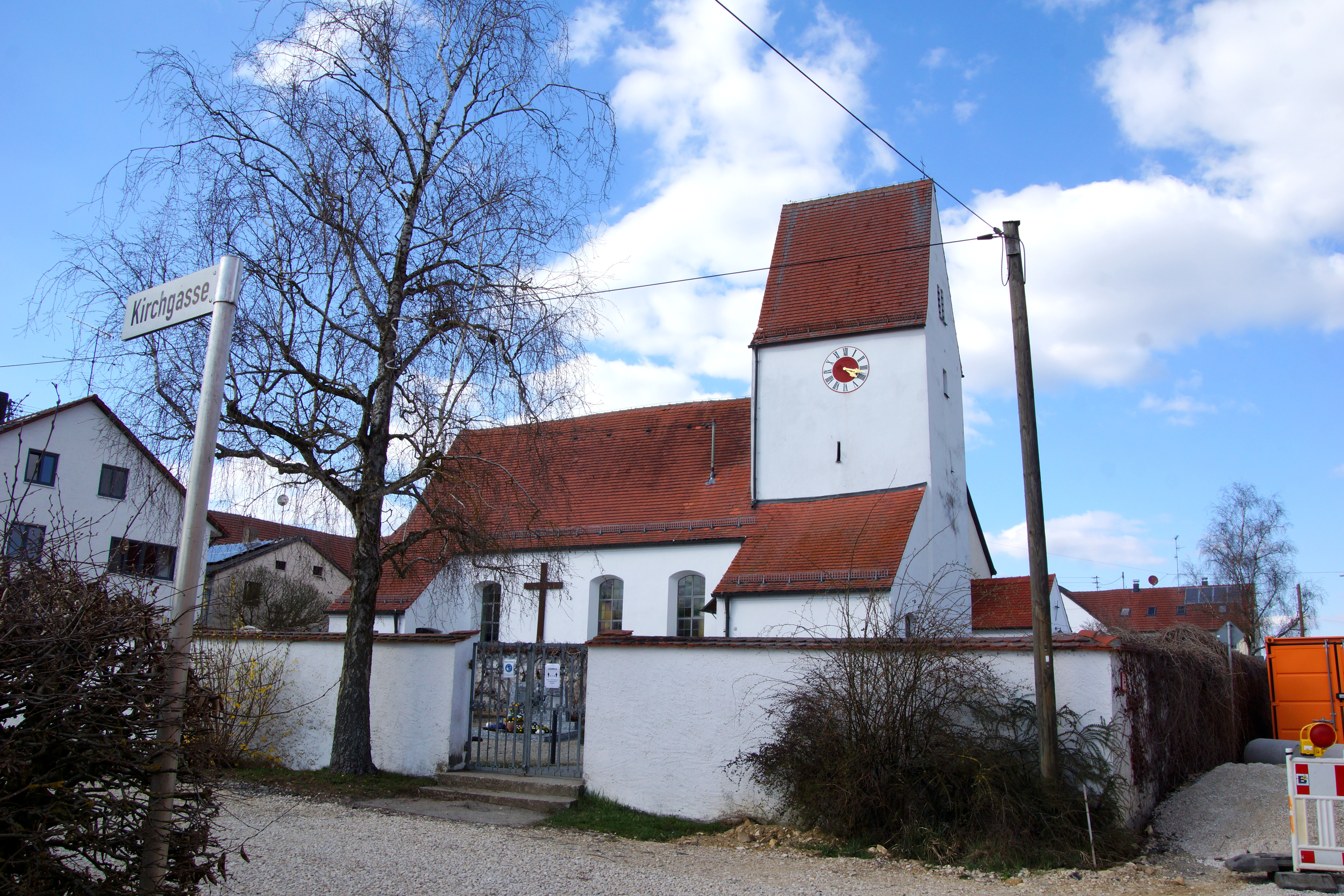
Blossenau – Filialkirche St. Sixtus

Ursprünglich war Blossenau eine Rodungssiedlung und hieß Ploss en awe („baumlose Aue“). Daraus entstand der heutige Name Blossenau. Die Gegend um diesen Ort gehörte zur Grafschaft von Lechsgemünd-Graisbach; Graf Diepold ließ um das Jahr 1185 herum diese roden und eine Siedlung anlegen.
Das Kirchdorf war seit dem zweiten Gemeindeedikt von 1818 eine Gemeinde im Landgericht Monheim. Bei der Trennung von Justiz und Verwaltung kam die Gemeinde am 1. Juli 1862 zum Bezirksamt Donauwörth. Bei dem 1939 umbenannten Landkreis Donauwörth blieb Blossenau bis 30. Juni 1972. Zum 1. Juli 1972 wurde der Ort sowohl dem Landkreis Donau-Ries, der bis 30. April 1973 den Namen Landkreis Nördlingen-Donauwörth trug, zugeschlagen als auch nach Tagmersheim eingemeindet.

## Infrastruktur
Blossenau ist ein Angerdorf. Die Häuser befinden sich zum Großteil entlang der Dorfstraße, die zur Zeit der Römer eine wichtige Verbindungsstraße war und deshalb Römerstraße heißt. In der Mitte befindet sich der Dorfanger mit der Kirche und der ehemaligen Schule.

## Kultur und Sehenswürdigkeiten

### Religion
Die katholische Filialkirche St. Sixtus in Blossenau gehört zur Pfarreiengemeinschaft Marxheim-Daiting im Dekanat Donauwörth, Bistum Augsburg.

### Sport
1979 wurde der Ballclub Blossenau 1979 e. V. (kurz BCB) gegründet. Ursprünglich Fußballverein entwickelte sich der BCB zu einem Gesundheitsclub mit einem vielfältigen Kursangebot. Mit Fördergeldern und 32.000 ehrenamtlich geleisteten Stunden der Dorfbevölkerung baute der Verein zwischen 1998 und 2001 eine Sporthalle.

### Natur- und Umweltbildungszentrum Monheimer Alb
2015 wurde das Natur- und Umweltbildungszentrum Monheimer Alb eingeweiht. Es wurde vom BCB als Träger mit Fördergeldern  der Europäischen Union und des Freistaates Bayern gebaut. Unter dem Namen B+ Erlebnisort Blossenau finden zahlreiche Kurse und Veranstaltungen in den Bereichen Sport, Natur, Genuss und Kultur statt.